# فرانكو ياتايني
فرانكو ياتايني (بالإيطالية: Franco Battaini)‏ هو متسابق دراجات نارية إيطالي سابق. نافس في سباقات بطولة العالم لفئة 250 سي سي ولفئة 50 سي سي. كما شارك في بطولة العالم للسوبربايك وبطولة العالم للسوبرسبورت وبطولة العالم للموتو جي بي.

## روابط خارجية
- فرانكو ياتايني على موقع MotoGP.com (الإنجليزية)
- فرانكو ياتايني على موقع WorldSBK.com (الإنجليزية)
- فرانكو ياتايني على موقع CONI honoured athlete website (الإيطالية)